# Forever Not Yours
Forever Not Yours — перший сингл альбому Lifelines новерзького гурту a-ha, випущений 2 квітня 2002 року.

## Музиканти
- Пол Воктор-Савой (Paul Waaktaar-Savoy) (6 вересня 1961) — композитор, гітарист, вокалист.
- Магне Фуругольмен (Magne Furuholmen) (1 листопада 1962) — клавішник, композитор, вокаліст, гітарист.
- Мортен Гаркет (Morten Harket) (14 вересня 1959) — вокаліст.

## Композиції
| #  | Назва                                 | Тривалість |
| -- | ------------------------------------- | ---------- |
| 1. | «Forever Not Yours»                   | 4:06       |
| 2. | «Differences (Original Demo)»         | 2:47       |
| 3. | «Hunting High and Low (Live in Oslo)» | 7:07       |
| 4. | «Manhattan Skyline (Live in Oslo)»    | 6:14       |

## Позиції в чартах
| - #1 Норвегія - #1 Польща - #1 Північна Македонія - #1 Литва - #1 Латвія - #1 Румунія - #1 Росія - #3 Естонія - #4 Молдова - #7 Словаччина - #9 Словенія | - #12 Канада - #12 Албанія - #15 Угорщина - #16 Португалія - #18 Німеччина - #24 Італія - #26 Швейцарія - #31 Австрія - #46 Швеція - #47 Іспанія - #82 Нідерланди |